# Moorella glycerini
Moorella glycerini è una specie di batterio appartenente alla famiglia delle Thermoanaerobacteriaceae.